# Kerlingarfoss
Kerlingarfoss är ett vattenfall i republiken Island.   Det ligger i regionen Västlandet, i den västra delen av landet, 120 km nordväst om huvudstaden Reykjavík. 
Terrängen runt Kerlingarfoss är varierad. Havet är nära Kerlingarfoss norrut. Runt Kerlingarfoss är det mycket glesbefolkat, med 2 invånare per kvadratkilometer. Närmaste större samhälle är Ólafsvík, 5,1 km öster om Kerlingarfoss. Trakten runt Kerlingarfoss består i huvudsak av gräsmarker.
Inlandsklimat råder i trakten. Årsmedeltemperaturen i trakten är −3 °C. Den varmaste månaden är juli, då medeltemperaturen är 10 °C, och den kallaste är mars, med −8 °C.